# Liste der Mitglieder des Provinziallandtags der Provinz Sachsen (11. Sitzungsperiode)

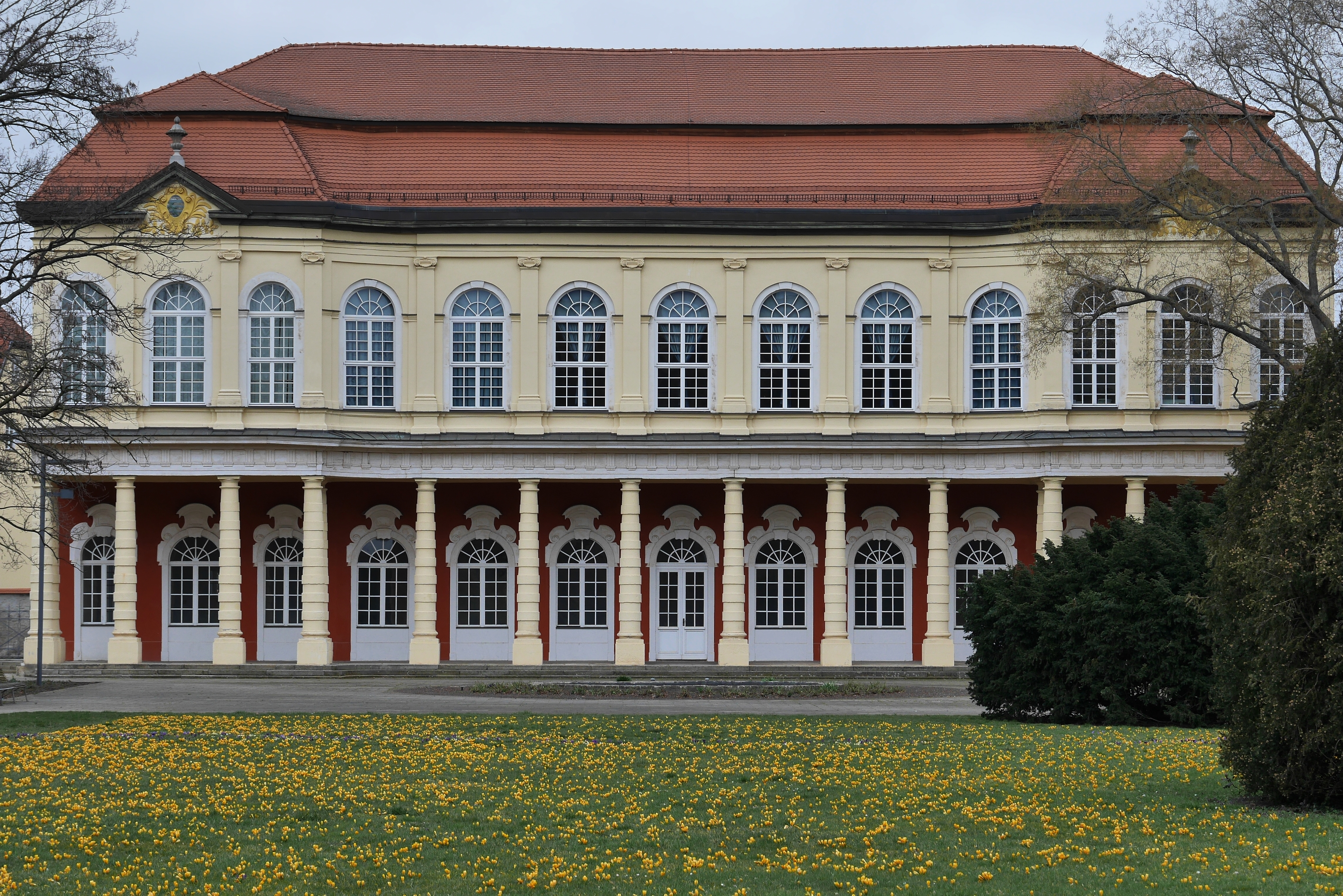
Tagungsort des Landtages 1829 – Schlossgartensalon in Merseburg

Diese Liste gibt einen Überblick über die Mitglieder des Provinziallandtags der preußischen Provinz Sachsen in der elften Sitzungsperiode 1854. Er umfasste 73 Abgeordnete. Nach der Märzrevolution wurden die Provinziallandtage abgeschafft. In der Reaktionsära wurde das alte Wahlrecht des Vormärz wieder eingeführt und 1854 erstmals nach dem Zweiten Vereinigten Landtag 1848 wieder ein Provinziallandtag der Provinz Sachsen einberufen. Der Landtagsabschied datiert auf den 22. September 1856.
| Kurie                                 | Wahlbezirk                                                | Wahlkreis | Abgeordneter | Anmerkung                                                                                            |
| ------------------------------------- | --------------------------------------------------------- | --- | --- | --- |
| Stand der Prälaten, Grafen und Herren | ./.                                                       | Dom-Kapitel zu Merseburg | Friedrich von Krosigk                                                                                                 | |
| Stand der Prälaten, Grafen und Herren | ./.                                                       | Dom-Kapitel zu Naumburg | Ludwig von Mannsbach                                                                                                  | |
| Stand der Prälaten, Grafen und Herren | ./.                                                       | Virilstimme | Otto zu Stolberg-Wernigerode                                                                                          | vertreten durch dessen Onkel Botho zu Stolberg-Wernigerode, den stellvertretenden Landtags-Marschall |
| Stand der Prälaten, Grafen und Herren | ./.                                                       | Virilstimme | Graf Alfred Stolberg-Stolberg                                                                                         | vertreten durch den Generalmajor Karl Wurmb von Zinck                                                |
| Stand der Prälaten, Grafen und Herren | ./.                                                       | Virilstimme | Graf Karl Martin zu Stolberg-Roßla                                                                                    | vertreten durch Domdechant Otto Thilo Anton von Trotha                                               |
| Stand der Prälaten, Grafen und Herren | ./.                                                       | Besitzer des Amts Walternienburg | Herzog Leopold IV. Friedrich von Anhalt-Dessau                                                                        | vertreten durch den Grafen zu Solms-Rösa                                                             |
| Stand der Ritterschaft                | Kollektivstimme der Besitzer großer Familienfideikommisse | ./. | Hofjägermeister Graf Ludwig von der Asseburg aus Meisdorf – Mansfelder Gebirgskreis                                   | |
| Stand der Ritterschaft                | Thüringer Wahlbezirk                                      | Alt-Querfurtscher Kreis | Landrat Otto von Münchhausen                                                                                          | |
| Stand der Ritterschaft                | Thüringer Wahlbezirk                                      | Stift Naumburg-Zeitz | Regierungsrat a. D. Alfred von Seckendorff auf Wuitz und Zipfendorf im Kreis Zeitz                                    | |
| Stand der Ritterschaft                | Thüringer Wahlbezirk                                      | Neustädter Kreis | Rittergutsbesitzer, Kammerherr Moritz Graf von der Schulenburg-Heßler zu Vitzenburg im Kreis Ziegenrück               | |
| Stand der Ritterschaft                | Thüringer Wahlbezirk                                      | Aus den übrigen Kreisen | Rittergutsbesitzer Freiherr von Bülow auf Beyernaumburg – Kreis Sangerhausen                                          | |
| Stand der Ritterschaft                | Thüringer Wahlbezirk                                      | Aus den übrigen Kreisen | Oberregierungsrat Ferdinand von Münchhausen auf Straußfurt – Kreis Weißensee                                          | |
| Stand der Ritterschaft                | Thüringer Wahlbezirk                                      | Aus den übrigen Kreisen | Kreisdeputierter Franz von Schönberg zu Kreipitzsch im Kreis Naumburg                                                 | |
| Stand der Ritterschaft                | Thüringer Wahlbezirk                                      | Aus den übrigen Kreisen | Landrat a. D. Carl von Seebach auf Großengottern im Kreis Langensalza                                                 | |
| Stand der Ritterschaft                | Thüringer Wahlbezirk                                      | Aus den übrigen Kreisen | Kammerherr Rudolf von Marschall zu Altengottern im Kreis Langensalza                                                  | |
| Stand der Ritterschaft                | Wittenbergscher Wahlbezirk                                | Aus dem alten Wittenbergschen Teil                                                                                                   | Landrat Moritz von Leipziger auf Niemegk – Kreis Bitterfeld                                                           | |
| Stand der Ritterschaft                | Wittenbergscher Wahlbezirk                                | Aus dem alten Wittenbergschen Teil                                                                                                   | Minister a. D. Eduard von Wietersheim auf Neupouch – Kreis Bitterfeld                                                 | |
| Stand der Ritterschaft                | Wittenbergscher Wahlbezirk                                | Aus dem Meißner Teil | Leutnant a. D. Hennig Arnd von Stammer auf Camitz – Kreis Torgau                                                      | |
| Stand der Ritterschaft                | Wittenbergscher Wahlbezirk                                | Aus dem Leipziger Teil | Erbtruchsess Grävenitz auf Quetz – Kreis Bitterfeld                                                                   | |
| Stand der Ritterschaft                | Wittenbergscher Wahlbezirk                                | Aus dem Merseburger Teil | Kammerherr Julius Graf von Zech genannt von Burckersroda zu Benndorf – Kreis Merseburg                                | Landtags-Marschall                                                                                   |
| Stand der Ritterschaft                | Mansfeldscher Wahlbezirk                                  | ./. | Rittergutsbesitzer von Schenk auf Schloss Mansfeld – Mansfelder Seekreis                                              | |
| Stand der Ritterschaft                | Mansfeldscher Wahlbezirk                                  | ./. | Rittergutsbesitzer Neubaur auf Krosigk – Saalkreis                                                                    | |
| Stand der Ritterschaft                | Mansfeldscher Wahlbezirk                                  | ./. | Landrat Ernst von Friesen auf Hammelburg im Mansfelder Gebirgskreis                                                   | |
| Stand der Ritterschaft                | Eichsfeldscher Wahlbezirk                                 | ./. | Rittergutsbesitzer Eberhard von Wintzingerode auf Kirchohmfeld-Oberhof im Kreis Worbis                                | |
| Stand der Ritterschaft                | Eichsfeldscher Wahlbezirk                                 | ./. | Rittmeister a. D. Ernst von Bodungen auf Martinsfelde im Kreis Heiligenstadt                                          | |
| Stand der Ritterschaft                | Eichsfeldscher Wahlbezirk                                 | ./. | Landrat Friedrich von Hanstein auf Ersthausen-Unterhof im Landkreis Heiligenstadt                                     | |
| Stand der Ritterschaft                | Eichsfeldscher Wahlbezirk                                 | ./. | Rittmeister a. D. Levin von Westernhagen zu Teistungen-Unterhof im Landkreis Worbis                                   | |
| Stand der Ritterschaft                | Magdeburgscher Wahlbezirk                                 | ./. | Rittergutsbesitzer Rudolf Johann Heinrich von Byern auf Schloss Parchen im 2. Jerichower Kreis                        | |
| Stand der Ritterschaft                | Magdeburgscher Wahlbezirk                                 | ./. | Wilhelm von Nathusius auf Königsborn im 1. Jerichower Kreis                                                           | |
| Stand der Ritterschaft                | Magdeburgscher Wahlbezirk                                 | ./. | Rittergutsbesitzer von Schierstädt auf Dahlen im Kreis Jerichow I                                                     | |
| Stand der Ritterschaft                | Magdeburgscher Wahlbezirk                                 | ./. | Rittergutsbesitzer Felix Waldemar von Plotho auf Zerben im Kreis Jerichow I                                           | |
| Stand der Ritterschaft                | Magdeburgscher Wahlbezirk                                 | ./. | Generaldirektor der Feuersozietät Magdeburg Karl Graf von der Schulenburg auf Altenhausen im Landkreis Neuhaldesleben | |
| Stand der Ritterschaft                | Magdeburgscher Wahlbezirk                                 | ./. | Landrat Heinrich von Nathusius auf Althaldensleben – Kreis Neuhaldensleben                                            | |
| Stand der Ritterschaft                | Halberstädtscher Wahlbezirk                               | ./. | vakant | |
| Stand der Ritterschaft                | Halberstädtscher Wahlbezirk                               | ./. | Rittergutsbesitzer Weste auf Schnackenburg – Kreis Wernigerode                                                        | |
| Stand der Ritterschaft                | Halberstädtscher Wahlbezirk                               | ./. | Reichsfreiherr von Grote auf Schauen – Kreis Halberstadt                                                              | |
| Stand der Städte                      | Thüringscher Kreis                                        | Erfurt | Stadtrat Frenzel | |
| Stand der Städte                      | Thüringscher Kreis                                        | Naumburg | Stadtrat und Kaufmann Karl Friedrich Gerischer                                                                        | |
| Stand der Städte                      | Thüringscher Kreis                                        | Langensalza | Rittmeister a. D. und Senator von Mandelsloh                                                                          | |
| Stand der Städte                      | Thüringscher Kreis                                        | Zeitz und Weißenfels | Magistratsassessor und Fabrikant Clemens zu Zeitz                                                                     | |
| Stand der Städte                      | Thüringscher Kreis                                        | Suhl und Schleusingen | Kaufmann Grüber zu Suhl                                                                                               | |
| Stand der Städte                      | Thüringscher Kreis                                        | Übrige Städte: Im Sangerhäuser, Weißenfelser und Querfurter Kreis                                                                    | Bürgermeister Schäfer zu Artern                                                                                       | |
| Stand der Städte                      | Thüringscher Kreis                                        | Übrige Städte: Im Eckartsbergaer, Weißenseer, Langensalzaer und Ziegenrücker Kreis                                                   | Bürgermeister Diethold zu Sömmerda                                                                                    | |
| Stand der Städte                      | Wittenbergscher Kreis                                     | Wittenberg | Kaufmann Ferdinand Herrmann Riethe                                                                                    | |
| Stand der Städte                      | Wittenbergscher Kreis                                     | Torgau und Merseburg | Magistrats-Assessor Apotheker Karl Hahn zu Merseburg                                                                  | |
| Stand der Städte                      | Wittenbergscher Kreis                                     | Für die übrigen Städte | Bürgermeister Stockmann zu Schlieben                                                                                  | |
| Stand der Städte                      | Mansfeldscher Kreis                                       | Halle | Oberbürgermeister Karl August Wilhelm Bertram                                                                         | |
| Stand der Städte                      | Mansfeldscher Kreis                                       | Für die übrigen Städte | Ratsmann Carl Trimpler zu Alsleben                                                                                    | |
| Stand der Städte                      | Eichsfelder Wahlbezirk                                    | Mühlhausen | Bürgermeister Karl Theodor Gier                                                                                       | |
| Stand der Städte                      | Eichsfelder Wahlbezirk                                    | Nordhausen | Stadtrat Eduard Mohring                                                                                               | Biografie auf NordhausenWiki                                                                         |
| Stand der Städte                      | Eichsfelder Wahlbezirk                                    | Für die übrigen Städte | Bürgermeister Giese zu Bleicherode                                                                                    | |
| Stand der Städte                      | Magdeburger Wahlbezirk                                    | Magdeburg | Oberbürgermeister Gustav Hasselbach                                                                                   | |
| Stand der Städte                      | Magdeburger Wahlbezirk                                    | Magdeburg | Kaufmann Friedrich Albert Kricheldorff                                                                                | |
| Stand der Städte                      | Magdeburger Wahlbezirk                                    | Burg, Schönebeck und Calbe | Ratmann Mann zu Schönebeck                                                                                            | |
| Stand der Städte                      | Magdeburger Wahlbezirk                                    | Neustadt-Magdeburg, Sudenburg und die übrigen Städte der Kreise Calbe und Wanzleben                                                  | Apotheker Wilhelm Wilhelm zu Egeln                                                                                    | |
| Stand der Städte                      | Magdeburger Wahlbezirk                                    | Die übrigen Städte des Neuhaldenslebener, Wolmirstedter, des ersten und zweiten Jerichower Kreises und die Stadt Oebisfeld           | Kaufmann und Ökonom Ludwig Wilhelm Uthemann zu Sandau                                                                 | |
| Stand der Städte                      | Halberstädter Wahlbezirk                                  | Halberstadt | Buchdruckereibesitzer und Stadtverordnetenvorsteher Carl Dölle                                                        | |
| Stand der Städte                      | Halberstädter Wahlbezirk                                  | Quedlinburg | Stadtrat und Brennereibesitzer Schmidt                                                                                | |
| Stand der Städte                      | Halberstädter Wahlbezirk                                  | Aschersleben | Bürgermeister Gustav Douglas                                                                                          | |
| Stand der Städte                      | Halberstädter Wahlbezirk                                  | übrige Städte | Bürgermeister Wilhelm J. Hertzer in Wernigerode                                                                       | |
| Stand der Landgemeinden               | Thüringscher Wahlbezirk                                   | Für die Kreise Schleusingen und Erfurt                                                                                               | Schulze Andreas Zitzmann zu Wiedersbach – Kreis Schleusingen                                                          | |
| Stand der Landgemeinden               | Thüringscher Wahlbezirk                                   | Für die Kreise Sangerhausen, Querfurt und Weißenfels                                                                                 | Ortsrichter Berthold zu Rippach – Kreis Weißenfels                                                                    | |
| Stand der Landgemeinden               | Thüringscher Wahlbezirk                                   | Für die Kreise Langensalza, Weißensee und Eckartsberga                                                                               | Ortsschulze Schmidt zu Borgau – Kreis Eckartsberga                                                                    | |
| Stand der Landgemeinden               | Thüringscher Wahlbezirk                                   | Für die Kreise Naumburg, Zeitz und Ziegenrück                                                                                        | Ortsvorsteher Henschel zu Ossig – Kreis Zeitz                                                                         | |
| Stand der Landgemeinden               | Wittenberger Wahlbezirk                                   | Für den Wittenberger, Schweinitzer und einen Teil des Bitterfelder Kreises                                                           | Richter Haus zu Waltersdorf – Kreis Wittenberg                                                                        | |
| Stand der Landgemeinden               | Wittenberger Wahlbezirk                                   | Für den Merseburger, den anderen Teil des Bitterfelder und einen Teil des Delitzscher Kreises                                        | Ortsschulze Beil zu Ennewitz – Kreis Merseburg                                                                        | |
| Stand der Landgemeinden               | Wittenberger Wahlbezirk                                   | Für den Torgauer, Liebenwerdaer und den anderen Teil des Delitzscher Kreises                                                         | Leutnant a. D. und Gutsbesitzer Franz Reitzenstein zu Annaburg – Kreis Torgau                                         | |
| Stand der Landgemeinden               | Mansfelder Wahlbezirk                                     | ./. | Ackersgutbesitzer Dorenberg zu Höhnstredt – Mansfelder Seekreis                                                       | |
| Stand der Landgemeinden               | Eichsfelder Wahlbezirk                                    | Für die Kreise Nordhausen und Worbis                                                                                                 | Ortsschulze Schäffer zu Rohra – Kreis Nordhausen                                                                      | |
| Stand der Landgemeinden               | Eichsfelder Wahlbezirk                                    | Für die Kreise Heiligenstadt und Mühlhausen                                                                                          | Schulze Schilling zu Beberstedt – Kreis Mühlhausen                                                                    | |
| Stand der Landgemeinden               | Magdeburger Wahlbezirk                                    | Für die Kreise Calbe, Wanzleben, Wolmirstedt, Neuhaldensleben und den im Kreis Gardelegen befindlichen Teil des Herzogtums Magdeburg | Ackermann Heinrich Förster zu Fermersleben – Kreis Wanzleben                                                          | |
| Stand der Landgemeinden               | Magdeburger Wahlbezirk                                    | Für die beiden Jerichower Kreise | Schulze und Ackermann Joachim Cunow zu Schönhausen – 2. Jerichower Kreis                                              | |
| Stand der Landgemeinden               | Halberstädter Wahlbezirk                                  | | Schulze und Ackermann Römner zu Dingelstedt – Kreis Oschersleben                                                      | |